# Albert Rum
Franz Albert Rum, född 18 juni 1890 i Berlin, död 1970, var en tysk SS-Unterscharführer. Under andra världskriget var han verksam inom Aktion T4, Nazitysklands så kallade eutanasiprogram, och inom Operation Reinhard, förintelsen av Generalguvernementets judiska befolkning. 

## Biografi
Rum arbetade före första världskriget på hotell. Under kriget stred han i ett jägarförband.
Han blev 1933 medlem i Nationalsocialistiska tyska arbetarepartiet (NSDAP) och fick senare kontakt med Werner Blankenburg, som deltog i planeringen av Aktion T4, Nazitysklands så kallade eutanasiprogram, inom vilket fysiskt och psykiskt funktionshindrade personer mördades. Rum fick i uppgift att katalogisera de patienter som ansågs "livsovärdiga".
I december 1942 kommenderades Rum till förintelselägret Treblinka, som var ett av lägren inom Operation Reinhard. Han hade bland annat i uppdrag att transportera de mördades lik till närbelägna gravar. I Treblinka mördades omkring 800 000 människor. Året därpå var han kortvarigt stationerad i Sobibór. Operation Reinhard avslutades i november 1943 och då kommenderades personalen till Operationszone Adriatisches Küstenland i norra Italien. Inom ramen för Sonderabteilung Einsatz R grep och deporterade man italienska judar samt bekämpade partisaner.

### Rättegång
Rum greps i början av 1960-talet och ställdes 1964 inför rätta vid andra Treblinkarättegången. Den 3 september 1965 föll domen: Domstolen fann att han var medansvarig för medhjälp till mord på minst 100 000 personer och han dömdes till 3 års fängelse.